# Ayoob Kara
Ayoob Kara (Hebreeuws: איוב קרא) (Daliyat al-Karmel, 12 maart 1955) is een Israëlische Druus, lid van de Knesset voor Likoed en sinds 14 mei 2015 staatssecretaris voor regionale ontwikkeling in het kabinet-Netanyahu IV. Hij staat bekend als een zeer behoudende niet-Joodse parlementariër die het zionisme is toegedaan.
Zijn geboorteplaats ligt in de buurt van Haifa en wordt bevolkt door Druzen. Hij volgde agrarisch onderwijs in het nabijgelegen opleidingsplaatsje Kfar Galim en diende bij de reservetroepen van het Israëlische leger. Hij wist de rang van majoor te bereiken maar werd uit het leger ontslagen vanwege posttraumatische stressstoornis. Hierna studeerde hij bedrijfskunde.
Kara's politieke loopbaan begon in 1996 toen hij tevergeefs bij de verkiezingen van 1996 voor Likoed in het parlement trachtte te komen. Een nieuwe poging bij de verkiezingen van 1999 had wel succes en deed hem in de Knesset belanden. Behalve dat hij werd aangesteld als vicevoorzitter van het parlement, verkreeg hij tevens het voorzitterschap van het Comité voor Buitenlandse Arbeiders. Hij continueerde zijn zetel bij de parlementsverkiezingen van 2003 en werd voorzitter van het Anti-Drugs Comité.
In 2004 verzette hij zich heftig tegen het plan van toenmalig premier Ariel Sharon (en destijds nog lid van Likoed) om de Israëlische nederzettingen in de Gazastrook alsook uit delen van de Westelijke Jordaanoever te ontruimen en pleitte hij ervoor dat Druzen-soldaten niet ingezet zouden worden bij deze acties. De Druzen zouden hier tegen zijn en wilden niets met deze acties te maken hebben. In een interview zei Kara dat een "terugtrekking dramatisch (zou) zijn voor Israëls veiligheid en dat Hamas dominant in de Gaza (zou) worden en het teruggegeven land (zou) gebruiken om meer acties tegen Israël te plannen". Zijn visie op de gevolgen kwam inderdaad uit, Hamas nam uiteindelijk de macht over en de raketaanvallen op Israël namen dramatisch toe.
Kara verloor zijn zetel na de parlementsverkiezingen van 2006, aangezien de Likoed terugviel naar twaalf zetels. Na de parlementsverkiezingen van 2009 kreeg hij zijn zetel terug omdat hij 23e op de kandidatenlijst stond en Likoed 27 zetels incasseerde. Op 1 april 2009 stelde premier Benjamin Netanyahu hem aan als staatssecretaris op het ministerie voor de ontwikkeling van de Negev en Galilea in zijn kabinet-Netanyahu II. Met de beëindiging van dit kabinet op 18 maart 2013 hield ook zijn staatssecretariaat op. 
Hij werd niet herkozen in de parlementsverkiezingen van 2013 maar wel in de parlementsverkiezingen van 2015. In het hierna gevormde en in mei 2015 aangetreden kabinet-Netanyahu IV bekleedt hij het staatssecretariaat voor regionale ontwikkeling.
Ayoob Kara is woonachtig in zijn geboortedorp, is getrouwd en heeft vijf kinderen.